# Дореми
«Дореми» — советский короткометражный музыкальный мультфильм 1986 года, подготовленный творческим объединением «Экран».

## Сюжет
Мультфильм в игровой манере обучает детей музыкальной грамоте.
Пастушок и бычок идут и поют песенку, а на их пути встречаются ноты, которые оживают и превращаются в различных живых существ:
                           ♪ Си - ♫ мышь

                      ♪ Ля - ♫ собака

                 ♪ Соль - ♫ луна

            ♪ Фа - ♫ сова

        ♪ Ми - ♫ кот

    ♪ Ре - ♫ лягушки

♪ До - ♫ пчела

## Съёмочная группа
- Автор сценария: Генрих Сапгир
- Режиссёр: Раса Страутмане
- Художник-постановщик: Галина Караваева
- Оператор: Владимир Милованов
- Композитор: Александр Раскатов
- Звукооператор: Олег Соломонов
- Поёт: Олег Анофриев
- Xудожники-мультипликаторы: Александр Елизаров, Евгений Делюсин, Семён Петецкий, Игорь Самохин, Андрей Свислоцкий, Алла Юрковская, Владлен Барбэ, Дмитрий Наумов
- Xудожники: Т. Агафонова, Жанна Корякина, Сергей Олесов, Инна Карп
- Монтажёр: Людмила Коптева
- Редактор: Алиса Феодориди
- Директор: Зинаида Сараева

## Переиздания
Мультфильм издавался на DVD в сборниках мультфильмов: «Были и небылицы», выпуск 5, DVD; «Наши добрые сказки», выпуск 4 (DVD).